# Авіаносці типу «Дзюнйо»
Авіаносці типу «Дзюнйо» (яп. 隼鷹型航空母艦) (в історичній літературі також зустрічається назва авіаносці типу «Хійо» (яп. 飛鷹型航空母艦)) — серія важких японських авіаносців часів Другої світової війни.

## Історія створення
Закладені в 1939 році пасажирські лайнери «Касівара мару» та «Ідзумо мару» конструктивно передбачали можливість перебудови в авіаносці. Такою була суть японської тіньової суднобудівної програми, яка була важливим резервом японського флоту.
У серпні 1940 року кораблі реквізували й почали перебудовувати в авіаносці. Спущені на воду влітку 1941 року, введені в експлуатацію влітку 1942 року.

## Конструкція
Обидва кораблі мали посилену конструкцію корпуса з поділом на численні відсіки в підводній частині. Компонування кораблів не давало змоги розмістити двоярусний ангар, а одноярусний різко скорочував чисельність авіагрупи, яка ставала неадекватною до розмірів корабля. Врешті-решт проєктувальники все-таки зробили ангар двоярусним, але якщо верхній мав висоту 5 м, то нижній — всього 3,2 м, тому там могли розміщуватись тільки винищувачі «Зеро». Обидва ангари мали однакові розміри: 153×15 м. Ангар мав протипожежні перегородки, які в разі потреби розділяли кожен ярус на 4 ізольовані секції.
Кораблі мали високий надводний борт. Вони також отримували великі політні палуби розмірами 210,2 на 27,3 м, обладнані 9 аерофінішерами та 4 аварійними бар'єрами. Підйом літаків здійснювали 2 підйомники розмірами 14×14 м.
Ще однією проблемою була «цивільна» енергетична установка. Щоб не затягувати строки здачі авіаносців, конструктори залишили вже змонтовані на лайнерах парові турбіни, але встановили 6 потужніших котлів. Це додавало додаткові 1,5 вузла швидкості.
Особливістю архітектури авіаносців цього типу стала наявність (уперше в історії японського флоту) острова, суміщеного з димовою трубою. Труба мала нахил 25° вправо, пізніше таку ж схему застосували на авіаносцях «Тайхо» та «Сінано».
Броньовий захист виявився дуже скромним — 70 мм в районі машинно-котельних відділень, 25 мм навколо цистерн і погребів боєзапасу. Влітку 1944 року на «Дзюнйо» їх захист посилили шаром бетону.
Артилерійське озброєння складалось з 12 127-мм гармат та 24 25-мм зенітних автоматів. Влітку 1943 року кількість стволів 25-мм автоматів досягло 40. Влітку 1944 року на «Дзюнйо» їх уже було 79, плюс 6 28-ствольних пускових установок некерованих ракет.
На обох кораблях встановили радари (тип 21). У 1944 році на «Дзюнйо» додатково змонтували радар для пошуку повітряних цілей та управління артилерійським вогнем (тип 13).

## Представники
| Назва       | Місце побудови | Закладений                                                  | Спущений на воду    | Введений в експлуатацію | Доля |
| ----------- | -------------- | ----------------------------------------------------------- | ------------------- | ----------------------- | --- |
| Дзюнйо 隼鷹 | Кавасакі       | 20 березня 1939 року Як пасажирський лайнер «Касівара мару» | 26 червня 1941 року | 3 травня 1942 року      | 9 грудня 1944 року у Східнокитайському морі серйозно пошкоджений американськими підводними човнами «Сі Девіл», «Плейсі» та «Редфіш». He ремонтувався, 30 листопада 1945 року виключений зі списків флоту, в 1947 році утилізований |
| Хійо 飛鷹   | Кавасакі       | 30 листопада 1939 року Як пасажирський лайнер «Ідзумо мару» | 24 червня 1941 року | 31 липня 1942 року      | 21 червня 1944 року в битві у Філіппінському морі зазнав сильних пошкоджень внаслідок атаки літаків з авіаносця «Белло Вуд» та затонув                                                                                             |

## Оцінка проєкту
У великих корпусах кораблів типу «Дзюнйо» вдалось розмістити 2 ангари для літаків, але суттєвим їх недоліком були низька швидкість та відсутність катапульт, що ускладнювало виконання польотів.
Також недоліком було слабке бронювання.